# Listă de monarhi ai Greciei
Acesta este o listă a regilor Greciei, regi ai Greciei moderne. De fapt, numai Otto a fost numit rege al Greciei. Succesorul lui, George I, a fost numit rege al elenilor, ca și toți ceilalți viitori monarhi.
Casa de Wittelsbach a deținut coroana Greciei între 1832 și 1862, apoi aceasta a trecut Casei de Schleswig-Holstein-Sonderburg-Glücksburg.

## Casa de Wittelsbach
| # | Portret | Nume | Început domnie   | Sfârșit domnie    |
| - | ------- | ---- | ---------------- | ----------------- |
| 1 |         | Otto | 6 februarie 1832 | 23 octombrie 1862 |

## Casa de Schleswig-Holstein-Sonderburg-Glücksburg
| # | Portret | Nume          | Început domnie                      | Sfârșit domnie                   |
| - | ------- | ------------- | ----------------------------------- | -------------------------------- |
| 2 |         | George I      | 30 martie 1863                      | 18 martie 1913                   |
| 3 |         | Constantin I  | 18 martie 1913 19 decembrie 1920    | 11 iunie 1917 27 septembrie 1922 |
| 4 |         | Alexandru I   | 11 iunie 1917                       | 19 decembrie 1920                |
| 5 |         | George II     | 27 septembrie 1922 3 noiembrie 1935 | 25 martie 1924 1 aprilie 1947    |
| 6 |         | Paul I        | 1 aprilie 1947                      | 6 martie 1964                    |
| 7 |         | Constantin II | 6 martie 1964                       | 1 iunie 1973 Monarhie abolită    |